# Vogelschutzgebiet 'Schwalm-Nette-Platte mit Grenzwald u. Meinweg'
Vogelschutzgebiet 'Schwalm-Nette-Platte mit Grenzwald u. Meinweg' este o arie protejată (arie de protecție specială avifaunistică — SPA) din Germania întinsă pe o suprafață de 7.221,98 ha, integral pe uscat.

## Localizare
Centrul sitului Vogelschutzgebiet 'Schwalm-Nette-Platte mit Grenzwald u. Meinweg' este situat la coordonatele 51°20′48″N 6°12′24″E / 51.3467°N 6.2067°E.

## Înființare
Situl Vogelschutzgebiet 'Schwalm-Nette-Platte mit Grenzwald u. Meinweg' a fost declarat arie de protecție specială avifaunistică în septembrie 1983 pentru a proteja 42 de specii de animale.

## Biodiversitate
Situată în ecoregiunea atlantică, aria protejată nu include niciun habitat protejat.
La baza desemnării sitului se află mai multe specii protejate de  păsări (42): lăcar-de-lac (Acrocephalus scirpaceus), pescăruș albastru (Alcedo atthis), rață sulițar (Anas acuta), rață lingurar (Anas clypeata), rață mică (Anas crecca crecca), rață cârâitoare (Anas querquedula), Anas strepera strepera, Anser albifrons albifrons, gâscă de semănătură (Anser fabalis), fâsă de luncă (Anthus pratensis), rață-cu-cap-castaniu (Aythya ferina), buhai de baltă (Botaurus stellaris stellaris), caprimulg (Caprimulgus europaeus), egretă mare (Casmerodius albus albus), chirighiță neagră (Chlidonias niger), erete vânăt (Circus cyaneus), ciocănitoarea de stejar (Dendrocopos medius), ciocănitoare neagră (Dryocopus martius), șoimul rândunelelor (Falco subbuteo), becațină comună (Gallinago gallinago), sfrâncioc roșiatic (Lanius collurio), sfrâncioc mare (Lanius excubitor excubitor), ciocârlie de pădure (Lullula arborea), privighetoare (Luscinia megarhynchos), Luscinia svecica cyanecula, becațină mică (Lymnocryptes minimus), ferestraș mic (Mergus albellus), Mergus merganser merganser, gaia neagră (Milvus migrans), grangur (Oriolus oriolus), vultur pescar (Pandion haliaetus), viespar (Pernis apivorus), codroșul de pădure (Phoenicurus phoenicurus), Rallus aquaticus aquaticus, lăstun de mal (Riparia riparia), mărăcinar negru (Saxicola torquatus), Tachybaptus ruficollis ruficollis, fluierar negru (Tringa erythropus), fluierar de mlaștină (Tringa glareola), fluierar cu picioare verzi (Tringa nebularia), fluierarul de zăvoi (Tringa ochropus), nagâț (Vanellus vanellus).